# Rosendo Ballester y de la Torre
Rosendo Ballester y de la Torre (Barcelona, 14 de marzo de 1864-¿?) fue un periodista español.

## Biografía
Natural de Barcelona, marchó a América. Allí fue redactor de La España de Montevideo, de El Correo Español de Buenos Aires y también de El Monitor, del Diario de Avisos y de La Nación, todos ellos de esa misma ciudad argentina.
En 1888 imprimió una colección de artículos insertos en El Monitor y tenía inéditos varios trabajos: «España en El Río de la Plata», «Nuestras colonias», «Política y administración» y una traducción del Francillon de Dumas, hijo.
En el Círculo de la Juventud Mercantil de Barcelona dio una conferencia sobre la emigración española en el Río de la Plata. Después de indicar las causas de aquella y sus funestas consecuencias, encareció la necesidad de adoptar por parte del Gobierno un buen sistema de colonización, en virtud del cual la corriente de emigración se recondujese y salvase la situación del país.
Fue socio corresponsal de la Sociedad Económica Graciense de Amigos del País e individuo de número de la Asociación Internacional de la Cruz Roja.
Se desconoce la fecha de su fallecimiento.